# Michał Przysiężny
Michał Przysiężny [ˈmixaw pʂɨˈɕɛ̃ʐnɨ] (* 16. Februar 1984 in Głogów) ist ein polnischer Tennisspieler.

## Leben und Karriere
Bei dem Junioren Grand Slam Turnier in Paris 2002 erreichte Przysiężny im Doppel an der Seite von Attila Balázs das Halbfinale, verlor aber gegen Philipp Petzschner und Markus Bayer.
Im selben Jahr konnte er auch das erste Futureturnier gewinnen in Montego Bay, Jamaika. In den nächsten Jahren spielte Przysiężny weiterhin auf Future- und Challenge-Ebene. 2007 konnte er sein erstes Challenger-Turnier in Wrexham, Großbritannien gewinnen.
Seit Mitte 2009 geht es mit Przysiężny im ATP-Ranking bergauf. Er gewann drei Future-Turniere in Folge. Ende 2009 konnte er das Challenger in Helsinki, Finnland als Qualifikant gewinnen. Siege in Kasan, Russland und Saint-Brieuc, Frankreich folgten. Zwei Wochen später schaffte er es mit dem Erreichen des Finales in León, Mexiko erstmals in die Top 100 der ATP-Rangliste.
Seit 2004 spielt Przysiężny für die polnische Davis-Cup-Mannschaft.

## Erfolge
| Legende (Anzahl der Siege)  |
| Grand Slam                  |
| ATP World Tour Finals       |
| ATP World Tour Masters 1000 |
| ATP World Tour 500 (1)      |
| ATP World Tour 250          |
| ATP Challenger Tour (9)     |

| ATP-Titel nach Belag |
| Hartplatz (1)        |
| Sand (0)             |
| Rasen (0)            |

### Einzel

#### Turniersiege
| Nr. | Datum             | Turnier              | Belag         | Finalgegner           | Ergebnis        |
| --- | ----------------- | -------------------- | ------------- | --------------------- | --------------- |
| 1.  | 28. Januar 2007   | Wrexham              | Hartplatz (i) | Richard Bloomfield    | 6:2, 6:3        |
| 2.  | 29. November 2009 | Helsinki             | Hartplatz (i) | Stéphane Bohli        | 4:6, 6:4, 6:1   |
| 3.  | 7. Februar 2010   | Kasan                | Hartplatz (i) | Julian Reister        | 7:65, 6:4       |
| 4.  | 4. April 2010     | Saint-Brieuc         | Sand (i)      | Rubén Ramírez Hidalgo | 4:6, 6:2, 6:3   |
| 5.  | 13. November 2010 | St. Ulrich in Gröden | Teppich (i)   | Lukáš Lacko           | 6:3, 7:5        |
| 6.  | 25. November 2012 | Toyota               | Teppich (i)   | Hiroki Moriya         | 6:2, 6:3        |
| 7.  | 10. Februar 2013  | Bergamo              | Hartplatz (i) | Jan-Lennard Struff    | 4:6, 7:65, 7:65 |
| 8.  | 1. März 2015      | Kyōto                | Teppich (i)   | John Millman          | 6:3, 3:6, 6:3   |

### Doppel

#### Turniersiege

##### ATP World Tour
| Nr. | Datum           | Turnier | Belag     | Partner               | Finalgegner             | Ergebnis          |
| --- | --------------- | ------- | --------- | --------------------- | ----------------------- | ----------------- |
| 1.  | 5. Oktober 2014 | Tokio   | Hartplatz | Pierre-Hugues Herbert | Ivan Dodig Marcelo Melo | 6:3, 6:73, [10:5] |

##### ATP Challenger Tour
| Nr. | Datum         | Turnier | Belag | Partner         | Finalgegner                 | Ergebnis         |
| --- | ------------- | ------- | ----- | --------------- | --------------------------- | ---------------- |
| 1.  | 16. Juli 2006 | Posen   | Sand  | Tomasz Bednarek | Vasilis Mazarakis Jan Mertl | 6:3, 3:6, [10:8] |